# Supplementum ad Methodum Plantas
Supplementum ad Methodum Plantas (abreviado Suppl. Meth.) es un libro con ilustraciones y descripciones botánicas que fue escrito por el botánico, farmacéutico, y químico alemán Conrad Moench y publicado en Marburgo en el año 1802, con el nombre de Supplementum ad Methodum Plantas a Staminum situ Describendi.